# Oxyopes amoenus
Oxyopes amoenus là một loài nhện trong họ Oxyopidae.
Loài này thuộc chi Oxyopes. Oxyopes amoenus được Ludwig Carl Christian Koch miêu tả năm 1878.